# アントニオ・スカルパ

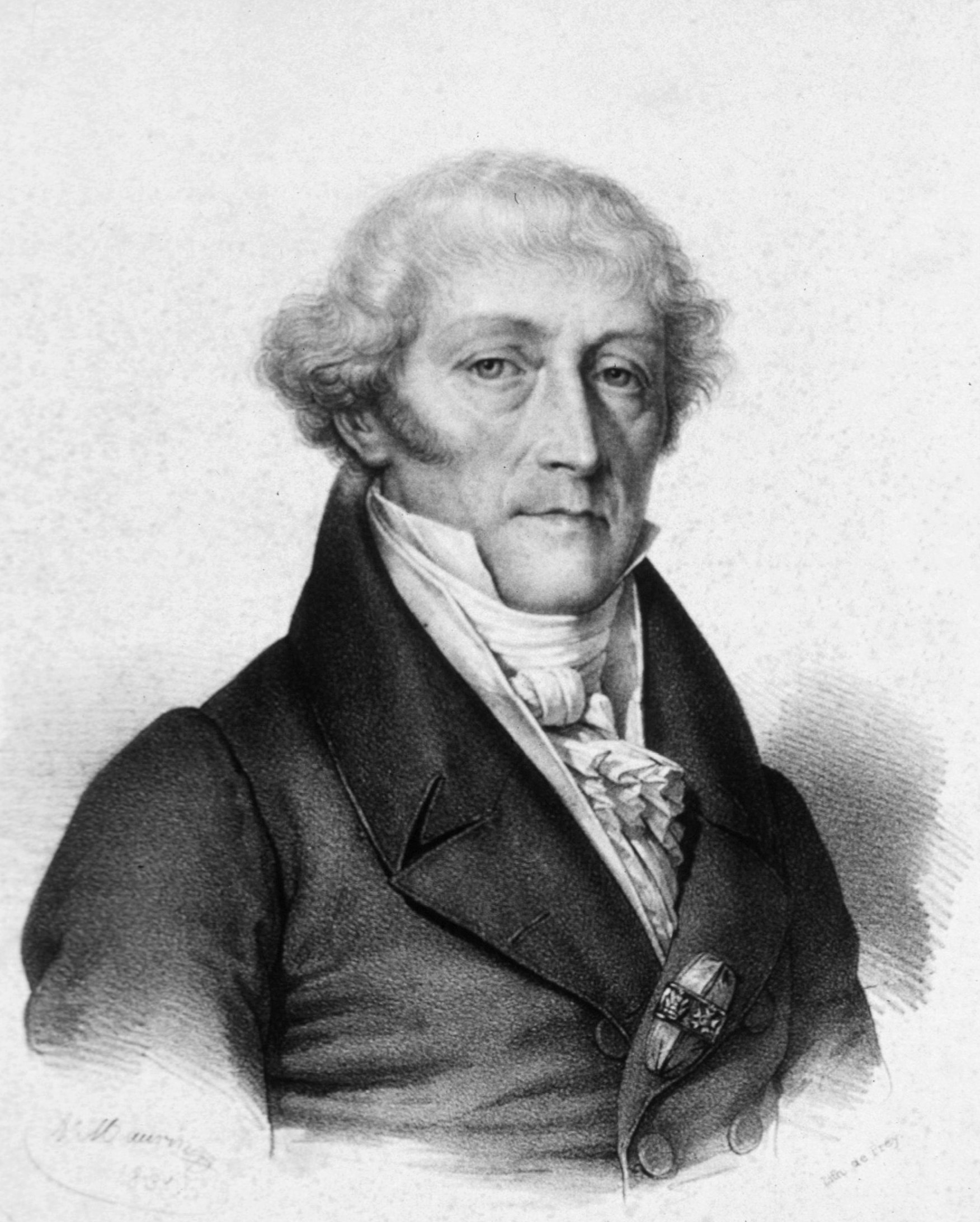
アントニオ・スカルパ

アントニオ・スカルパ（Antonio Scarpa、1752年5月9日 - 1832年10月31日）は、イタリアの解剖学者、外科医。

## 生涯
スカルパは、イタリア、現ヴェネト州モッタ・ディ・リヴェンツァの集落ロレンザガの貧しい一家に生まれた。司祭団の一員である叔父から教育を受け、15歳でパドヴァ大学へ入学した。モルガーニとカルダーニの生徒で、1770年5月19日に医学博士となり、1772年にモデナ大学の教授となった。一時、スカルパはオランダ、フランスとイギリスを旅行しイタリアへ戻った後、皇帝ヨーゼフ2世の強い推薦の元に1783年パヴィア大学の解剖学の教授となり、1804年に彼の生徒だったサント・ファットーリにその座を明け渡した。
1791年5月に、「神経節、聴覚と嗅覚の器官の構造、その他の解剖学と生理学の主題に関する独創的な所見の発見者」として王立協会の会員に選ばれた。1805年に、イタリアの王になったナポレオンはパヴィア大学を訪れスカルパの居場所を尋ねた。ナポレオンはスカルパが政治的持論と宣誓を拒否したことで職を解任されたことを知っていた。その結果、スカルパは元の地位を取り戻した。1821年に、スウェーデン王立科学アカデミーの外国人会員に選ばれた。
裕福になってからのスカルパの人生は、価値のある絵画を収集するなど豊かであった。独身で、数人の息子の養父だった。その経歴は、敵を破滅させお気に入りを束縛し、無情だったと言われる。晩年は、泌尿器系の結石に悩まされた。これによる膀胱炎で1832年10月31日にパヴィアで死亡した。死後、酷評され大理石の記念碑が汚されるほどだった。死体は、スカルパの助手カルロ・ブロッキーニにより検視が行われ、非常に詳細に記録がなされた。その頭部は切り離され、解剖学研究所で展示された。現在はパヴィア大学歴史博物館に展示されている。

## 名祖
- Scarpa's fascia 腹部皮下組織の膜状層
- Scarpa's fluid 内耳の内リンパ液
- foramina of Scarpa
- Scarpa's foramina
- Scarpa's ganglion 前庭神経節
- Scarpa's hiatus
- Scarpa's membrane 第二鼓膜
- Scarpa's sheath
- Scarpa's shoe
- Scarpa's staphyloma
- Femoral triangle|Scarpa's triangle 大腿三角